# Claudia Vanță
Claudia Laura Vanță (nacida como Claudia Laura Grigorescu, Bucarest, 6 de enero de 1968) es una deportista rumana que compitió en esgrima, especialista en la modalidad de florete.
Participó en los Juegos Olímpicos de Barcelona 1992, obteniendo una medalla de bronce en la prueba por equipos (junto con Reka Lazăr-Szabo, Elisabeta Tufan, Laura Badea y Roxana Dumitrescu) y el 12.º lugar en la prueba individual.
Ganó seis medallas en el Campeonato Mundial de Esgrima entre los años 1987 y 1998, y tres medallas en el Campeonato Europeo de Esgrima entre los años 1999 y 2001.

## Palmarés internacional
| Juegos Olímpicos   | Juegos Olímpicos          | Juegos Olímpicos  | Juegos Olímpicos    |
| Año                | Lugar                     | Medalla           | Prueba              |
| ------------------ | ------------------------- | ----------------- | ------------------- |
| 1992               | Barcelona (España)        | Medalla de bronce | Florete por equipos |
| Campeonato Mundial |                           |                   |                     |
| Año                | Lugar                     | Medalla           | Prueba              |
| 1987               | Denver (Estados Unidos)   | Medalla de plata  | Florete por equipos |
| 1991               | Budapest (Hungría)        | Medalla de plata  | Florete individual  |
| 1993               | Essen (Alemania)          | Medalla de plata  | Florete por equipos |
| 1994               | Atenas (Grecia)           | Medalla de oro    | Florete por equipos |
| 1995               | La Haya (Países Bajos)    | Medalla de plata  | Florete por equipos |
| 1998               | La Chaux-de-Fonds (Suiza) | Medalla de plata  | Florete por equipos |
| Campeonato Europeo |                           |                   |                     |
| Año                | Lugar                     | Medalla           | Prueba              |
| 1999               | Bolzano (Italia)          | Medalla de plata  | Florete por equipos |
| 2000               | Funchal (Portugal)        | Medalla de plata  | Florete por equipos |
| 2001               | Coblenza (Alemania)       | Medalla de bronce | Florete por equipos |